# 法蘭索瓦 (安茹公爵)
法蘭西的法蘭索瓦（法語：François de France，1555年3月18日—1584年6月10日），安茹公爵，法國國王亨利二世的幼子。
法蘭索瓦曾一度被考慮為英格蘭女王伊麗莎白一世的丈夫，但遭到許多英國大臣的反對。1584年法蘭索瓦因瘧疾去世，年僅29歲。